# IF Minken
IF Minken är en skidförening,  från Nykarleby, Österbotten, Finland. Känd för sina landskapsstafettframgångar. Kända skidåkare är Mattias Strandvall, Toni Ketelä, Andrea Julin, Christoffer Lindvall och Robin Eriksson. Föreningen har också aktiva orienterare.
Föreningen benämndes Minken på grund av hemstadens farmningskultur.